# Faiz Ahmed Faiz

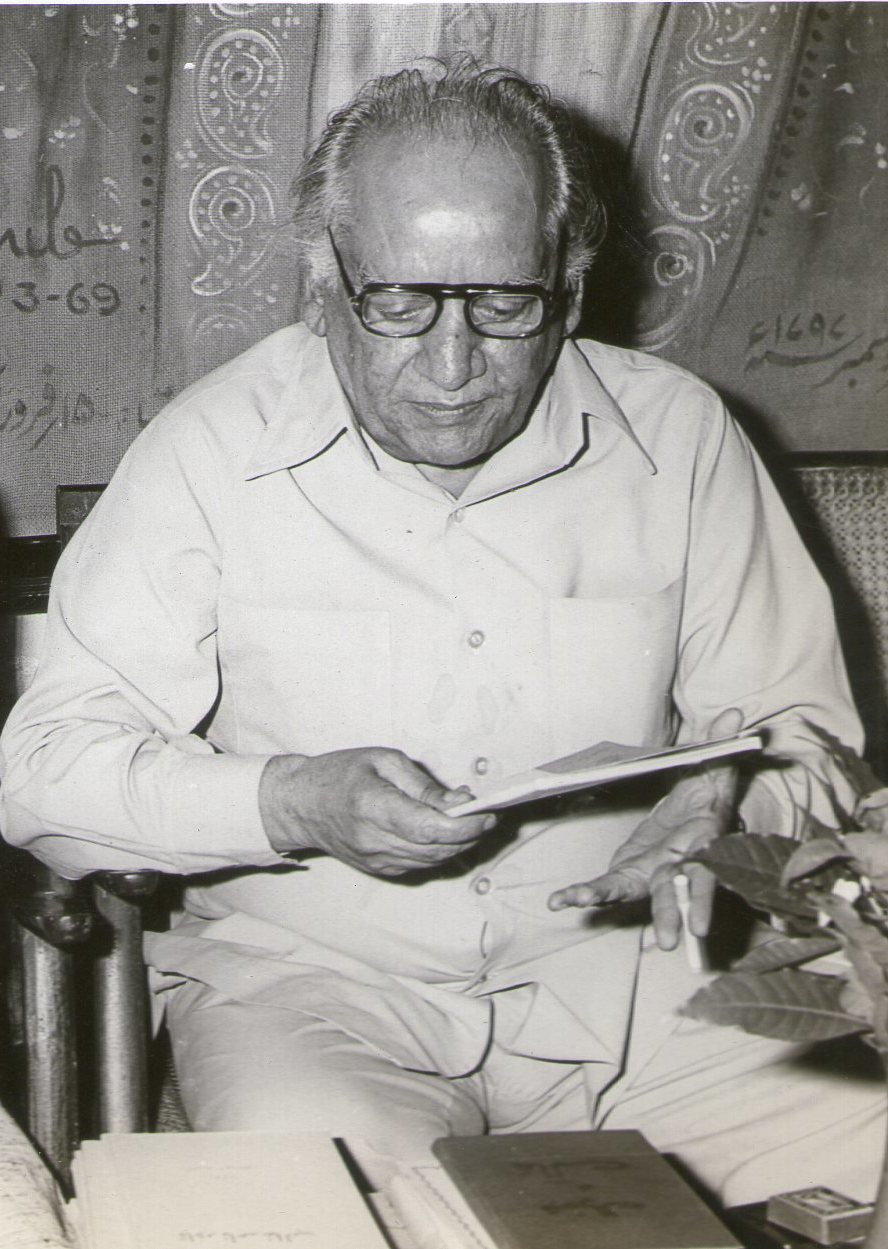
Faiz Ahmed Faiz

Faiz Ahmed Faiz (auch Faiz Ahmad Faiz; * 13. Februar 1911 in Punjab, Britisch-Indien; † 20. November 1984 in Lahaur, Pakistan) war ein Urdu-Dichter. Seine Lyrik zeichnet sich durch ihren Bezug zu aktuellen sozialen und politischen Themen aus.

## Leben
Faiz wurde im Dorf Kala Qadir in der Nähe der Stadt Narowal geboren. Er erlangte Master-Abschlüsse in englischer und arabischer Literatur und wandte sich in den 1930er Jahren der Schriftstellerbewegung in Punjab zu. Er gab die Monatszeitschrift Mahanama (1938–1942) heraus und arbeitete als College-Dozent in Amritsar und Lahaur. Von 1942 bis 1947 leistete er Armeedienst in der British Indian Army ab. Nach der Teilung Indiens entschied er sich, in Pakistan zu leben. Er war Herausgeber mehrerer Zeitschriften, zum Beispiel des Monatsmagazin Adabe-Latif (1947–1958), und wurde erster Chefherausgeber der Pakistan Times.
Ab 1951 verbrachte Faiz vier Jahre im Gefängnis, da er im Zusammenhang mit einer erfolglosen Verschwörung gegen Liaquat Ali Khan Mitte 1951 verurteilt wurde. Während dieser Zeit entstanden seine beiden Werke Dast-e-Saba (1953) und Zindanama (1956), die ihn als Lyriker bekannt machten. Faiz war überzeugter Kommunist und benutzte seine Position bei der linksorientierten Pakistan Times, um kommunistische Ideen in Pakistan zu verbreiten. Faiz war Mitglied des Weltfriedensrates und 1959 wurde er Sekretär des Pakistan Arts Council und arbeitete in dieser kulturellen Funktion bis 1962. Im selben Jahr wurde er als erster asiatischer Autor mit dem Lenin-Friedenspreis ausgezeichnet.
Nach dem Militärputsch von Zia-ul-Haq ging Faiz 1979 ins Exil nach Beirut und arbeitete für die Literaturzeitschrift Lotus. 1982 kehrte er nach Pakistan zurück.

## Werke (Auswahl)
- Naqsh-e-Faryadi (1941)
- Dast-e-Saba (Gedichte, 1953)
- Zindanama (Gedichte, 1956)
- Mizan (Essays, 1965)
- Dast Tah-e-Sang (1965)
- Sar-e-Wadi-e-Seena (1971)
- Mata-e-lauh o qalam (Essays, 1973)
- Rat Di Rat (Gedichte, Panjabi, 1975)
- Sham-e-Shehr-e-Yaran (1979)
- Merey Dil Merey Musafar (1981)
- Nuskha-Hai-Wafa (1984)